# لامپورو
لامپورو (به ایتالیایی: Lamporo) یک کومونه در ایتالیا است که در استان ورسلی واقع شده‌است.

## خصوصیات
لامپورو ۹٫۸ کیلومترمربع مساحت و ۵۱۵ نفر جمعیت دارد و ۱۶۵ متر بالاتر از سطح دریا واقع شده‌است.